# کلاغ سیاه (فیلم ۱۹۳۵)
«کلاغ سیاه» (انگلیسی: The Raven (1935 film)) فیلمی در ژانر ترسناک به کارگردانی لو لندرز است که در سال ۱۹۳۵ منتشر شد. از بازیگران آن می‌توان به بوریس کارلوف، بلا لاگوسی، ساموئل اس هیندز، ایان ولف، و آرتور هویت اشاره کرد.